# Emma Finucane
Emma Finucane (Carmarthen, 22 dicembre 2002) è una pistard britannica, specialista delle gare veloci.

## Palmarès

### Pista
- 2019

Campionati europei, 500 metri a cronometro Junior
- 2022

Campionati britannici, Velocità a squadre (con Rhian Edmunds e Lowri Thomas)
- 2023

Campionati britannici, Velocità
Campionati britannici, Keirin
Campionati britannici, 500 metri a cronometro
Coppa delle Nazioni 2023, Velocità (Cairo)
GP Germany, Velocità a squadre (con Sophie Capewell e Katy Marchant)
Campionati del mondo, Velocità
- 2024

Campionati europei, Velocità
Coppa delle Nazioni 2024, Velocità a squadre (Adelaide, con Lauren Bell e Sophie Capewell)
Coppa delle Nazioni 2024, Velocità a squadre (Hong Kong, con Sophie Capewell e Katy Marchant)
Coppa delle Nazioni 2024, Velocità (Hong Kong)
Coppa delle Nazioni 2024, Keirin (Hong Kong)
Festival Toulon Provence Mediterranee, Velocità
Festival Toulon Provence Méditerranéen, Keirin
Giochi olimpici, Velocità a squadre
Campionati del mondo, Velocità a squadre
Campionati del mondo, Velocità
Saint-Quentin-en-Yvelines, Velocità
London#1, Velocità
London#2, Velocità

## Piazzamenti

### Competizioni mondiali
- Campionati del mondo su pista

Francoforte sull'Oder 2019 - Velocità a squadre Junior: 4ª
Francoforte sull'Oder 2019 - Velocità Junior: 3ª
Francoforte sull'Oder 2019 - 500 metri a cronometro Junior: 3ª
Francoforte sull'Oder 2019 - Keirin Junior: 9ª
Saint-Quentin-en-Yvelines 2022 - Velocità a squadre: 3ª
St. Quentin-en-Yv. 2022 - 500 metri a cronometro: 11ª
Glasgow 2023 - Velocità a squadre: 2ª
Glasgow 2023 - Keirin: 16ª
Glasgow 2023 - Velocità: vincitrice
Ballerup 2024 - Velocità a squadre: vincitrice
Ballerup 2024 - Keirin: 4ª
Ballerup 2024 - 500 metri a cronometro: 4ª
Ballerup 2024 - Velocità: vincitrice
- Giochi olimpici

Parigi 2024 - Velocità a squadre: vincitrice
Parigi 2024 - Keirin: 3ª
Parigi 2024 - Velocità: 3ª

### Competizioni europee
- Campionati europei su pista

Gand 2019 - Velocità a squadre Junior: 2ª
Gand 2019 - Velocità Junior: 2ª
Gand 2019 - 500 metri a cronometro Junior: vincitrice
Apeldoorn 2021 - Velocità a squadre Under-23: 2ª
Apeldoorn 2021 - Velocità Under-23: 9ª
Apeldoorn 2021 - 500 metri a cronometro Under-23: 5ª
Apeldoorn 2021 - Keirin Under-23: 5ª
Monaco di Baviera 2022 - Velocità a squadre: 7ª
Grenchen 2023 - Velocità: 6ª
Grenchen 2023 - Velocità a squadre: 2ª
Grenchen 2023 - Keirin: 2ª
Anadia 2023 - Velocità Under-23: 2ª
Apeldoorn 2024 - Velocità a squadre: 2ª
Apeldoorn 2024 - Velocità: vincitrice
Apeldoorn 2024 - Keirin: 2ª